# Campeonato Mundial de Tiro de 1952
El XXXV Campeonato Mundial de Tiro se celebró en Oslo (Noruega) en el año 1952 bajo la organización de la Federación Internacional de Tiro Deportivo (ISSF) y la Federación Noruega de Tiro.
Las competiciones se realizaron en el Campo de Tiro Løvenskiold de la capital noruega.

## Resultados

### Masculino
| Evento                                     | Oro                                    | Plata                                | Bronce                                           |
| ------------------------------------------ | -------------------------------------- | ------------------------------------ | ------------------------------------------------ |
| Rifle 3 posiciones 300 m                   | August Hollenstein · Suiza · 1123 pts. | Jorma Taitto · Finlandia · 1121 pts. | Robert Bürchler · Suiza · 1121 pts.              |
| Rifle 3 posiciones 300 m (equipos)         | Suiza · 5540                           | Suecia · 5489                        | Noruega · 5481                                   |
| Rifle en pos. tendida 300 m                | Kullervo Leskinen · Finlandia · 392    | Jorma Taitto · Finlandia · 391       | Robert Bürchler · Suiza · 389                    |
| Rifle en pos. de rodillas 300 m            | Vilho Ylönen · Finlandia · 381         | Robert Bürchler · Suiza · 378        | Otto Horber · Suiza · 378                        |
| Rifle en pos. de pie 300 m                 | Holger Erbén · Suecia · 361            | August Hollenstein · Suiza · 359     | Jorma Taitto · Finlandia · 357                   |
| Rifle estándar 300 m                       | August Hollenstein · Suiza · 530       | Walther Fröstell · Suecia · 528      | Arthur Jackson Estados Unidos 527                |
| Rifle estándar 300 m (equipos)             | Suiza · 2601                           | Suecia · 2591                        | Noruega · 2579                                   |
| Rifle 3 posiciones 50 m                    | Erling Kongshaug · Noruega · 1164      | Robert Bürchler · Suiza · 1162       | Johann Hunæs · Noruega · 1160                    |
| Rifle 3 posiciones 50 m (equipos)          | Suiza · 5781                           | Suecia · 5737                        | Noruega · 5722                                   |
| Rifle en pos. tendida 50 m                 | Arthur Jackson Estados Unidos 400      | Uve Schultz Larsen Dinamarca 399     | Arthur Cook Estados Unidos 398                   |
| Rifle en pos. tendida 50 m (equipos)       | Suiza · 1984                           | Noruega · 1979                       | Estados Unidos 1979                              |
| Rifle en pos. de rodillas 50 m             | Sven Halinoja · Finlandia · 393        | Johan Hunæs · Noruega · 392          | Emmet Swanson Estados Unidos 392                 |
| Rifle en pos. de rodillas 50 m (equipos)   | Suecia · 1937                          | Suiza · 1924                         | Noruega · 1927                                   |
| Rifle en pos. de pie 50 m                  | Erling Kongshaug · Noruega · 382       | Max Lenz · Suiza · 378               | August Hollenstein · Suiza · 378                 |
| Rifle en pos. de pie 50 m (equipos)        | Suiza · 1873                           | Finlandia · 1836                     | Suecia · 1835                                    |
| Rifle en pos. tendida 50 y 100 m           | Arthur Jackson Estados Unidos 596      | Verle Wright Estados Unidos 595      | Sven Dessle · Suecia · 594                       |
| Rifle en pos. tendida 50 y 100 m (equipos) | Estados Unidos 2364                    | Noruega · 2360                       | RFA 2349                                         |
| Pistola 50 m                               | Torsten Ullman · Suecia · 558          | Ake Lindblom · Suecia · 555          | Huelet Benner Estados Unidos 555                 |
| Pistola 50 m (equipos)                     | Suecia · 2718                          | Suiza · 2698                         | Finlandia · 2671                                 |
| Pistola rápida de fuego 25 m               | Huelet Benner Estados Unidos 582       | Panait Calcai Rumania 581            | Carlos Enrique Díaz Sáenz Valiente Argentina 581 |
| Pistola rápida de fuego 25 m (equipos)     | Estados Unidos 2304                    | Finlandia · 2272                     | Argentina 2264                                   |
| Pistola de fuego 25 m                      | Harry Reeves Estados Unidos 579        | Walter Walsh Estados Unidos 576      | Huelet Benner Estados Unidos 576                 |
| Pistola de fuego 25 m (equipos)            | Estados Unidos 2304                    | Suecia · 2234                        | México · 2207                                    |
| Ciervo móvil 100 m –tiro simple–           | John Larsen · Noruega · 210            | Rolf Bergersen · Noruega · 209       | Karl Bohman · Suecia · 209                       |
| Ciervo móvil 100 m –tiro simple– (equipos) | Noruega · 805                          | Suecia · 797                         | Finlandia · 777                                  |
| Ciervo móvil 100 m –tiro doble–            | John Larsen · Noruega · 206            | Bengt Austrin · Suecia · 201         | Karl Bohman · Suecia · 195                       |
| Ciervo móvil 100 m –tiro doble– (equipos)  | Noruega · 759                          | Finlandia · 744                      | Suecia · 722                                     |
| Foso                                       | Pablo Grossi Argentina 287             | George Genereux Canadá 286           | Knut Holmqvist · Suecia · 286                    |
| Foso (equipos)                             | Suecia · 754                           | Egipto 746                           | Italia · 743                                     |
| Skeet                                      | C.T. Edwinson Estados Unidos 150       | Cecil Jones Estados Unidos 149       | Charles Michaelis Estados Unidos 148             |

## Medallero
| Núm. | País           | Oro | Plata | Bronce | Total |
| ---- | -------------- | --- | ----- | ------ | ----- |
| 1    | Estados Unidos | 8   | 3     | 7      | 18    |
| 2    | Suiza          | 7   | 6     | 4      | 17    |
| 3    | Noruega        | 6   | 4     | 5      | 15    |
| 4    | Suecia         | 5   | 8     | 6      | 19    |
| 5    | Finlandia      | 3   | 5     | 3      | 11    |
| 6    | Argentina      | 1   | 0     | 2      | 3     |
| 7    | Canadá         | 0   | 1     | 0      | 1     |
|      | Dinamarca      | 0   | 1     | 0      | 1     |
|      | Egipto         | 0   | 1     | 0      | 1     |
|      | Rumania        | 0   | 1     | 0      | 1     |
| 11   | RFA            | 0   | 0     | 1      | 1     |
|      | Italia         | 0   | 0     | 1      | 1     |
|      | México         | 0   | 0     | 1      | 1     |
|      | TOTAL          | 30  | 30    | 30     | 90    |